# Rosa del C. Ortiz
Rosa del C. Ortiz de Gentry (1961) es una bióloga y botánica peruana. Se graduó como bióloga en 1991, en la Universidad Nacional de la Amazonía Peruana Archivado el 30 de octubre de 2018 en Wayback Machine., en Iquitos. Desde 1990 se vinculó al Jardín Botánico de Misuri.
En 2000, obtuvo su M.Sc., por la Universidad de Misuri en San Luis, universidad donde también obtuvo su Ph.D. en Sistemática de Plantas, con la tesis doctoral: Filogenia, Clasificación y Diversificación Morfológica de la Familia Menispermaceae. Trabaja en sistemática y filogenia de Menispermaceae, incluida la taxonomía a nivel de especie, delimitación tribal y de genéricos, y sus relaciones filogenéticas.
Estuvo casada con su colega Alwyn Howard Gentry (1945-1993).

## Algunas publicaciones
- rosa Ortiz. 2011. Phylogeny, Classification, and Morphological Diversification in Menispermaceae. Edición reimpresa de BiblioBazaar, 184 pp. ISBN 1243807741

- ------------. 2010. Phylogeny, Classification, and Morphological Diversification in Menispermaceae (Moonseed Family). Editor Univ. of Missouri-St. Louis, 336 pp.

- ------------. 2006 (2007). Menispermaceae endémicas del Perú. En: Leon, B., J. Roque, C. Ulloa Ulloa, N. Pitman, P. M. Jørgensen & A. Cano (eds.). El Libro rojo de las plantas endémicas del Perú. Rev. Per. Biol. 13(2): 454s

- ------------. 2005. Menispermaceae. En: Flórula de Amacayacu (Amazonía, Colombia)

- ------------. 2001. Menispermaceae. En: Flora de Nicaragua. Missouri Bot. Gard. Systematic Botany Monographs 85: 1432-1442

- ------------. 2000. Systematic Revision of Curarea Barneby & Krukoff (Menispermaceae). Editor Univ. of Missouri-St. Louis, 356 pp.

- ------------. 1997b. Menispermaceae. En: Flórula de las Reservas Biológicas de Iquitos. Missouri Bot. Gard. Systematic Bot. Monographs 63: 457-500

- ------------. 1997a. Iquitos Region. Peru and Colombia. En: Davis, S.D., V.H. Heywood, O. Herrera-MacBride, J. Villa-Lobos & A.C. Hamilton (eds.) Centres of Plant Diversity. A guide and strategy for their conservation. Vol. 3. The Americas. The World Wide Fund for Nature and IUCN-The world Conservation Unit. pp. 349-354

- ------------, a.h. Gentry. 1993. Patrones de composición florística en la Amazonía Peruana. En: Kalliola, R., M. Puhakka & W. Danjoy (eds.). PAUT & ONERN, Jyväskylä. Finlandia. pp. 155-166

- ------------, -------------. 1992. A new species of Aptandra (Olacaceae) from Amazonian Peru. Novon 2: 153-154

- La abreviatura «R.Ortiz» se emplea para indicar a Rosa del C. Ortiz como autoridad en la descripción y clasificación científica de los vegetales.[1]